# Podocarpus acutifolius
Podocarpus acutifolius é uma espécie de conífera da família Podocarpaceae.
Apenas pode ser encontrada na Nova Zelândia.
Os seus habitats naturais são: matagal tropical ou subtropical de alta altitude.